# ジョイポリス
ジョイポリス（Joypolis）は、CAセガジョイポリス株式会社（2016年12月までは株式会社セガ・ライブクリエイション）が運営する屋内型テーマパークである。

## 概要
国内ではCAセガジョイポリスが運営している台場の1か所がある他、海外では中華人民共和国青島市に、CAセガジョイポリスと現地企業との合弁企業である世嘉(青島)娯楽有限公司が運営する青島ジョイポリス、上海市に上海ジョイポリスがある。以前は株式会社セガ（2000年10月から2005年3月まではセガ アミューズメント）が運営していた。
セガサミーホールディングスが保有していたセガ・ライブクリエイション株式の内85.1%が、2017年1月1日付で上海ジョイポリスのライセンスアウト先である香港のChina Animation Characters Company Limitedの子会社であるChina Theme Park Limitedに売却されたのに伴い、東京ジョイポリス・梅田ジョイポリス・青島ジョイポリスの運営は同日以降、セガサミーグループ傘下からChina Animation Characters Company Limitedグループ傘下へ移動し、上海ジョイポリスは事実上の直営化となった。
東京ジョイポリスの扱いに関しては、遊園地施設としての扱いとなっている。アトラクションのほか最新のデジタル技術を用いたステージショーも行われており、ゲームセンターも併設されている。
セガ運営時代には新山下や新宿タカシマヤタイムズスクエア、福岡・キャナルシティ博多、京都駅ビル、新潟・万代シテイ、梅田、岡山などにもあったが、梅田以外はCAセガジョイポリスへの運営移管前に、梅田はCAセガジョイポリスへの運営移管後に、岡山はセガ エンタテインメント（後のGENDA GiGO Entertainment）への運営移管後にそれぞれ撤退した。

## 各施設の概要

### 国内

#### CAセガジョイポリス運営

##### 東京ジョイポリス

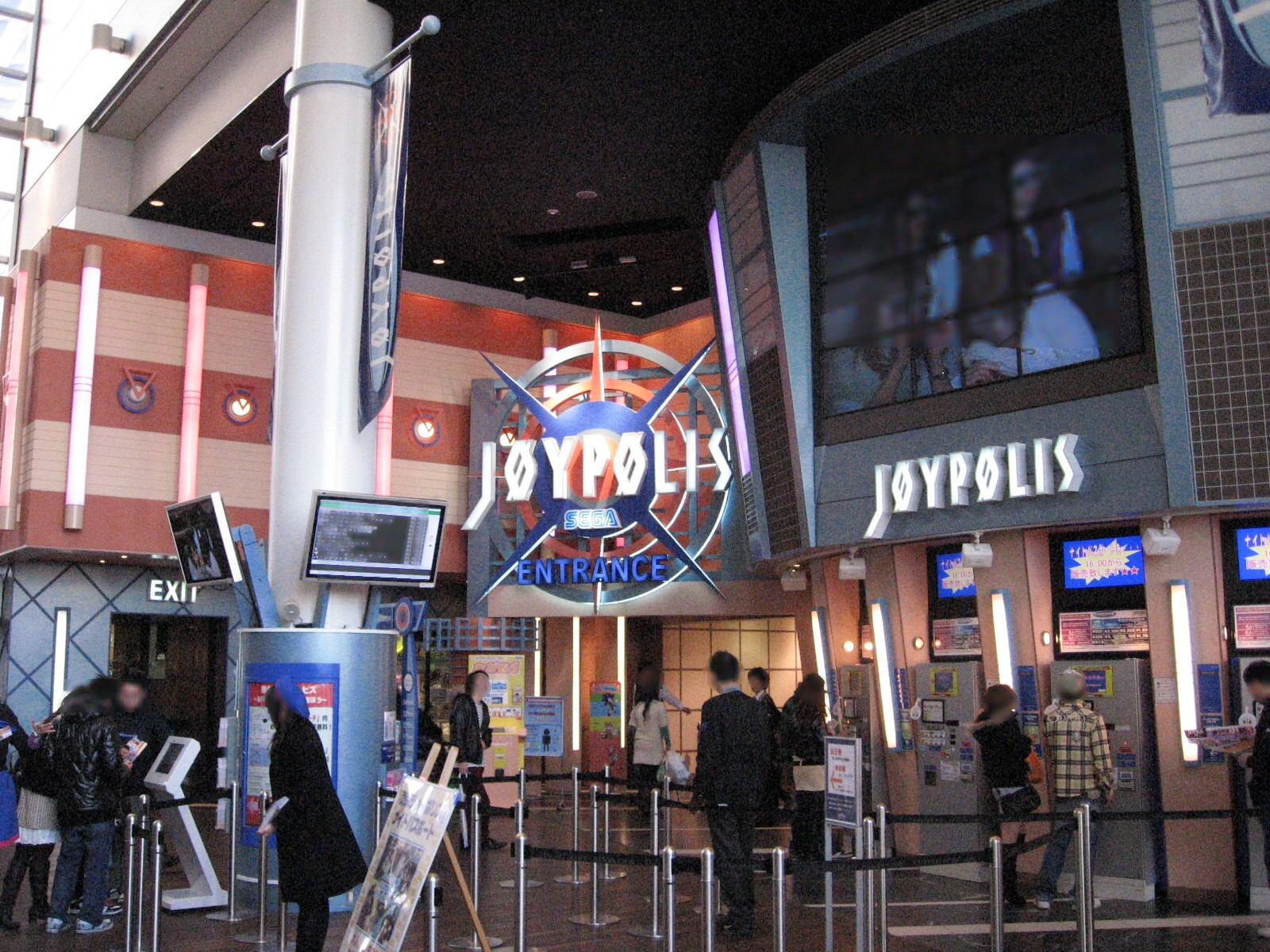
東京ジョイポリス

所在地：東京都港区台場1-6-1 「デックス東京ビーチ」 3F～5F（面積：9,600m²）
営業時間：10時～22時（最終入場 21時15分） 注：コスプレイベントによる深夜営業の場合あり
- 1996年7月12日：オープン[9]。
- 2000年10月：運営をセガからセガ アミューズメント東京（後のセガ アミューズメント）へ移管。
- 2000年12月2日[10]：全館リニューアルオープン。5つの新アトラクションが加わった。総工費約7億円
- 2001年11月20日：ナムコの運営するナムコ・ナンジャタウンと遊好姉妹都市を締結し、24日に「遊好」を象徴するモニュメントの除幕式と回遊型ラリーイベントの開会セレモニーを行った。[11]
- 2003年11月7日：累積入場者数1,000万人突破。
- 2005年4月1日、運営をセガ アミューズメントからセガへ再度移管。
- 2005年4月18日：利用客がスカイダイビングの疑似体験が出来るシミュレーション型のフリーフォールアトラクション「ビバ！スカイダイビング」から転落し死亡する事故が発生。翌日より営業を停止。
- 2005年8月10日：「ビバ！スカイダイビング」の運営を終了し、当アトラクションを撤去した上で営業を再開。
- 2008年：CMキャラクターとして鼠先輩を起用（2008年7月～2009年12月）。
- 2009年：CMキャラクターとしてはんにゃを起用（2009年7月～12月）。
- 2009年2月15日：テレビ朝日系列で放送された『仮面ライダーディケイド』第4話「第二楽章・キバの王子」にて、スワローテイルファンガイアが襲う女性の行き付けのロケ地として「東京ジョイポリス」が登場した。撮影協力としてクレジットされている。
- 2010年：CMキャラクターとして小森純を起用（2010年7月～2011年6月）。
- 2011年：CMキャラクターとしてももいろクローバーZを起用（2011年7月～2012年1月）。
- 2012年1月10日：全館リニューアルの為、7月13日までの約半年間、営業を停止する。2度目の大規模リニューアルとなる。休館中、1月21日～5月15日まで、デックス東京ビーチ3階アイランドモールに一部アトラクションやゲームコーナーなどを移設し「ジョイポリス ナノ」がオープンしていた。
- 2012年7月14日：「デジタリアル」をテーマに2度目の全館リニューアルオープン。CMキャラクターにNYCを起用。
- 2013年4月14日：エントランスに設置されていた園内アトラクション「スペースインタラクション（Space INTERACTION）」の体験版筐体に設置されていた重さ約7kgのカメラが4歳男児に落下し、指3本を骨折する事故が発生した。
- 2015年4月1日：運営をセガからCAセガジョイポリスへ移管。

#### JOYPOLIS VR SHIBUYA
所在地：東京都渋谷区神南1-23-10 MAGNET by SHIBUYA109 6F
営業時間：10時～22時
VRアトラクションブランド『JOYPOLIS VR』第一弾として2018年10月25日にオープン。渋谷駅直結で、入場料は無料。アトラクションは、『TERMINATOR SALVATION VR』、『TOWER TAG』、『THE DOOR』、『ギリギリ！高所VR』が稼働中であり、他のアトラクションも随時追加される予定である。
2018年10月18日に報道機関向けの先行体験会が開かれた。

### 海外

#### 青島ジョイポリス
所在地：中華人民共和国山東省青島市市南区山東路6号甲 青島華潤万象城4F・5F（面積：8,383㎡）
- 2015年7月3日：オープン

#### 上海ジョイポリス
所在地:中華人民共和国上海市普陀区中山北路3300号 上海月星環球港3F・4F
- 2015年1月1日：P+closet、Wonder Forestで構成される第1期区画オープン
- 2016年2月6日：全区画オープン

## 過去の施設の概要

### セガ時代

#### 新宿ジョイポリス
所在地：東京都渋谷区千駄ヶ谷5丁目24番2号 タカシマヤタイムズスクエア10・11階
- 1996年10月4日：タカシマヤタイムズスクエアのオープンに伴い開業。
- 2000年8月31日：業績不振の為閉鎖。

#### 横浜ジョイポリス
所在地：神奈川県横浜市中区新山下1丁目14番18号並びに24号
- 1994年7月：開業。
- 2000年10月：運営をセガからセガ アミューズメント東京へ移管。
- 2001年2月28日：業績不振の為閉鎖。

#### 新潟ジョイポリス
所在地：新潟県新潟市八千代2-5-7（後の中央区） 万代シテイ内
- 1995年12月：開業。
- 1998年4月18日：カナダのインターナショナル・レジャーシステムズ（ILS）系の法人「マジックシティ」に運営を委託し「マジックシティ@新潟ジョイポリス」に改称。
- 2000年：業績不振の為閉鎖。
- 2013年5月2日：その跡地に新潟市マンガ・アニメ情報館が開設された。

もしくは

#### 京都ジョイポリス
所在地：京都府京都市下京区東塩小路高倉町8番地3 京都駅ビル10階
- 1998年9月11日：開業。
- 2000年10月：運営をセガからセガ アミューズメント関西（後のセガ アミューズメント）へ移管。
- 2002年8月22日：業績不振の為閉鎖。

#### 福岡ジョイポリス
所在地：福岡県福岡市博多区住吉1丁目2 キャナルシティ博多内
- 1996年4月20日：「キャナルシティ博多」のオープンに伴い開業。
- 2000年10月：運営をセガからセガ アミューズメント西日本（後のセガ アミューズメント）へ移管。
- 2001年9月24日：規模縮小のため閉鎖され、同年12月15日にナムコプロデュースの「ラーメンスタジアム」がオープンした。一部は「クラブセガ博多」としてゲームセンターとなった。
- 2009年5月30日：同年6月1日の株式会社ES1（後のタイトー〈3代〉）への運営移管に伴い、クラブセガとしての営業を終了。同年6月2日、タイトーステーションとなる[14][15]。

### CAセガジョイポリス時代

#### 梅田ジョイポリス
所在地：大阪府大阪市北区角田町5-15「HEP FIVE」8F・9F（面積：3485m²）
- 1998年11月28日：オープン
- 2000年10月：運営をセガからセガ アミューズメント関西（後のセガ アミューズメント）へ移管。
- 2005年4月1日：運営をセガ アミューズメントからセガへ再度移管。
- 2015年4月1日：運営をセガからCAセガジョイポリスへ移管。
- 2018年
  - 2月9日：同年5月6日での閉館が発表される[16]。
  - 5月6日：賃貸契約満了の為閉館。

### セガ エンタテインメント時代

#### 岡山ジョイポリス

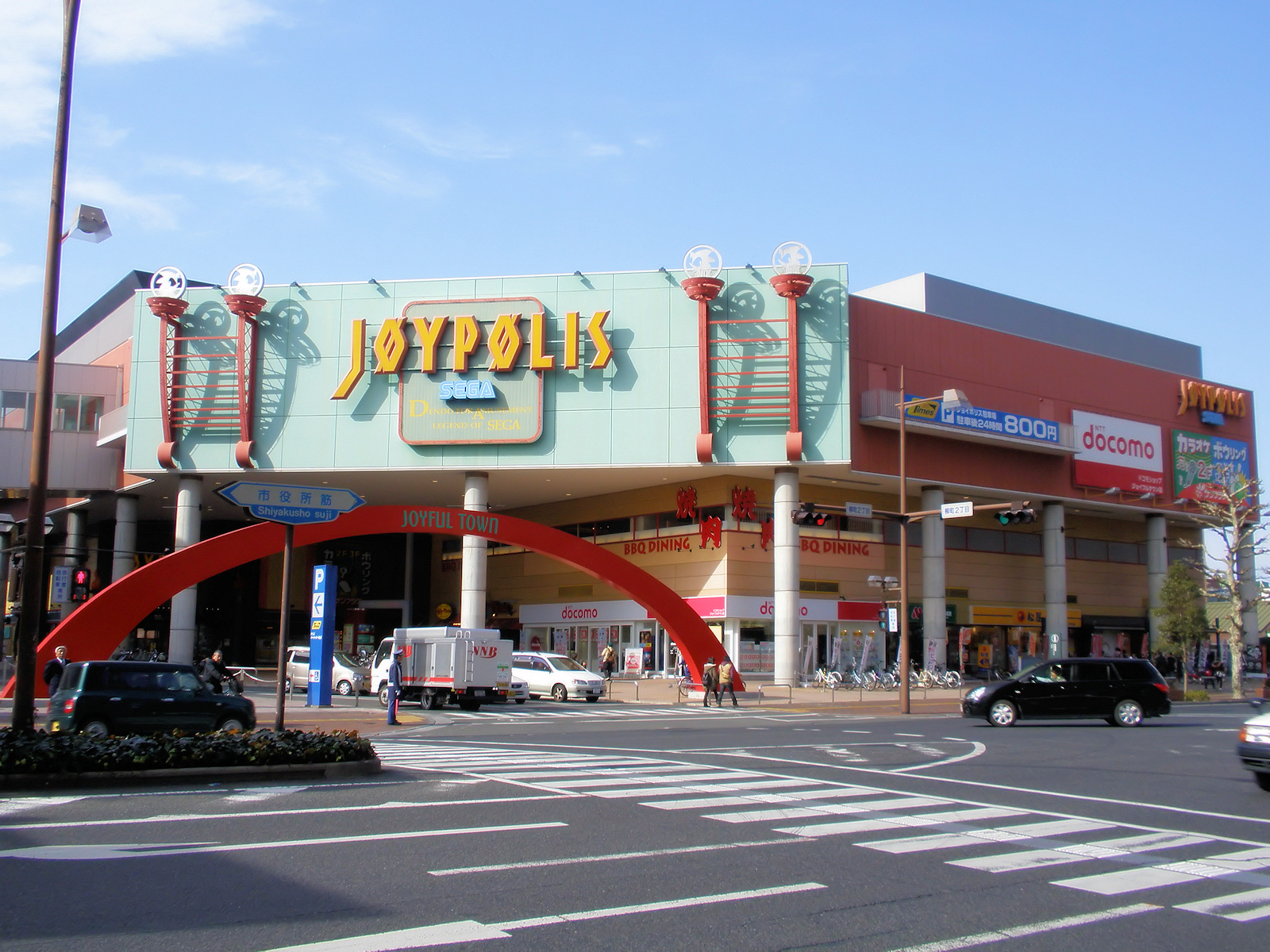
岡山ジョイポリス

所在地：岡山県岡山市北区下石井2-10-1 ジョイフルタウン岡山アネックス棟
- 1998年7月18日：オープン
- 2000年10月：運営をセガからセガ アミューズメント関西（後のセガ アミューズメント）へ移管。
- 2005年4月1日：運営をセガ アミューズメントからセガへ再度移管。
- 2008年3月23日：アトラクションが全て営業終了し、アーケードゲーム機のみとなる。ボウリング（ソニックボウル）は同年7月17日をもって、カラオケ（セガカラ屋）も同年7月13日を以ってそれぞれ営業を終了し、地元同業のサンフラワーに営業譲渡された。その後サンフラワーが撤退して他社経営のボウリング場とカラオケ店になった。またその後、敷地と建物の所有権が両備ホールディングスになった後にボウリング場が両備ボウルになり、西側近所の両備ボウルの店舗が閉店された。
- 2012年10月1日：運営をセガからセガ エンタテインメントへ移管。
- 2018年9月2日：アネックス棟の閉鎖および解体に伴い閉鎖[17]。
- 2019年1月8日：両備グループにより、隣のイトーヨーカドー岡山店と併せて杜の街グレースの第2期エリアとしてラグジュアリークラスの最高級ホテルへ再開発される予定[18]。

## セガソニック&テイルス
セガのイメージキャラクターであるソニック・ザ・ヘッジホッグや、周辺キャラクター、その他セガのゲームキャラクターグッズをメインに据えたショップ。以前は積極的なキャラクター展開をしていたが、新宿店閉鎖の頃から次第に縮小され、いまでは、「ここでしか買えないオリジナルグッズ」のようなものはほとんどない。新潟店には置かれなかったようである。

## 主なアトラクション
ここで採り上げたものは現存しないものも含まれる。現在のアトラクション内容はオフィシャルページなどを参照。
VR-1（横浜・福岡）
8人一組のライドマシン4セットで同時に32人までプレイ可能。プレイヤーはヘッドマウントディスプレイ「メガ・バイザー」を装着し、シューティングゲームでスコアを競う。ディスプレイは、頭を向けた方向に追随した画像が表示され、顔が向いている方向に攻撃をすることが出来る。
AS-1（横浜・東京。またジョイポリス以外のセガ店舗にも設置されていた）
8人一組のライドマシン。それぞれの席にボタンがついており、シューティングゲームで得点を競う。劇中にマイケル・ジャクソンが登場する。
マッド・バズーカ（横浜）
ガラスと金網で囲まれた閉鎖空間でゴーカートを使った対戦型ゲーム。床の上には無数のゴムボールが散乱しており、その上を通ると、ボールをゴーカートが取り込み、装備されている砲台からボールを発射できる。そのボールを他者に当てた数を競う。
バーチャ・フォーミュラ（横浜）
バーチャレーシングを、通常のものよりも数倍大きなプロジェクターディスプレイと本物そっくりのフォーミュラマシン筐体に換装したもの。ゲーム内容は同一。
レイルチェイス・ザ・ライド（東京）
工場で発生した火災を消火するというテーマのシューティング型コースター。
スピードボーダー（東京）
2000年12月の全館リニューアルと同時にオープン。レイルチェイス・ザ・ライドのコースはそのままに、車両がスケートボードのように横方向へ進むタイプに変更された。
スピンバレット（東京）
スピードボーダーのコースはそのままに、座席が360度水平回転する車両にリニューアルして2006年7月に登場。回転パターンは重量バランスによる自由回転と、機械による強制回転の2種類がある。
ヴェール オブ ダーク（東京）
2012年7月14日の全館リニューアルと同時にオープン。今回はコースも変更された。廃墟の中で襲いかかるゾンビを倒すシューティングの後、急加速後のコースターパートには車両が360度回転するインラインツイストがあり、同時に座席も360度水平回転する。機種はゲルシュトラウアー社のスピニングコースター。
撃音 ライブ コースター（東京）
ヴェール オブ ダークのコースはそのままに、ジョイポリスが開園20周年を迎えた2016年7月12日に登場。世界初の音ゲー搭載コースター。前半は4箇所のスクリーンで音ゲーをプレイし（最初は練習のためスコアには含まれない）、急加速後の後半はライブステージをイメージした空間を光と音の演出と共に駆け抜ける。2016年7月12日現在、ゲーム内ではイベントに合わせてT.M.Revolutionの楽曲が使用されている。前後共にスクリーンやライトによる派手な演出が追加され、全体的に暗かったヴェール オブ ダーク時代と比べ明るくなっている。
ハーフパイプキャニオン（東京）
スケートボードやスノーボードのハーフパイプをモチーフとしたアトラクション。2人乗りのボードが振り子の様に動き、ボードに備えてあるペダルを踏み込む事でボードが回転し、ポイントが加算される。踏み込むタイミングによっては回転数が増え、比例して加算されるポイントも高くなる。
ハーフパイプ トーキョー（東京）
ハーフパイプキャニオンを、2012年7月14日の全館リニューアルオープンに伴い、新コンセプトである「デジタリアル」の要素を取り入れリニューアル。ルールはリニューアル前と若干変更された。また、ライドの変更点として安全装置が4点式シートベルトからショルダーハーネスに変更された。このアトラクションで使用されている楽曲は、イベント時のもの以外は全てセガ・インタラクティブのアーケード音楽ゲーム、「maimai」に収録されている。
パワー・スレッド（東京・新宿）
ボブスレーをモチーフとしたレースゲーム。ボブスレーと違い、2本のレバーで任意に操作が可能で、複数のプレイヤーが同時に1本のトラックでぬきつぬかれつのレースを展開する。
ストーム ジー（東京）
パワー・スレッドに替わり2009年3月に登場。ルールや操作方法はパワー・スレッドと同様だが、ライドが360度回転する。
ボートレース・グランプリ（東京）
競艇を連想させる、対戦型ボートレースのアトラクション。
バイクアスロン（東京・新宿）
自転車をモチーフとしたレースゲーム。ジョイポリスのアトラクションの中では最も体力を必要とするアトラクションであった。
バーンナウト ランニング（東京）
バイクアスロンに替わり2007年4月に登場。陸上競技をモチーフとしたアトラクションで、100m走、110mハードル、走り幅跳びの3種の競技を体験できる。バイクアスロン同様、体力を必要とするアトラクション。
ミッションQbyキューザー（新宿）
光線銃を使った対戦型アトラクション。十人ほどが2チームに分かれ、エアソフトガンのサバイバルゲームのようなルールで対戦する。まったく同内容のアトラクションがナムコ・ワンダーエッグにもあるが、若干ゲーム性が異なる。
セガラリースペシャルステージ（新宿）
セガラリー・チャンピオンシップを油圧で動く本物のトヨタ・セリカGT-FOURに乗り込んでプレイする。3台並んで置かれていたが、それぞれ独立しており対戦形式ではない。
ランチア・デルタが選べないこと以外ゲーム内容は同一。
筐体部のセリカは一般販売モデルをベースに内装の簡略による軽量化が行われ、実際のWRC車のカラーリングを再現したステッカーが貼り付けられた本格的な作りで、ステッカー製作及び貼り付けは大田区のデザインスタジオ「スタジオ ハーミット」が担当した。
セガツーリングカーチャンピオンシップスペシャル（岡山→東京）
セガラリースペシャルステージとほぼ同種のものでオペル・カリブラのみ選べないこと以外ゲーム内容は同一。2007年6月6日稼動終了。
こちらの筐体部の車両も、上記のセリカと同様の設計が施され、ステッカー製作及び貼り付けは再び「スタジオ ハーミット」が担当した。
頭文字D ARCADE STAGE 4 LIMITED（東京）
頭文字D ARCADE STAGE 4を油圧で動く本物のトヨタ・スプリンタートレノAE86、マツダ・RX-7 FD3S、スバル・インプレッサ GC8に乗り込んでプレイする。
車種は上記の3台で固定。メーター等のUI表示位置が異なり、レーススタート時は従業員の操作によってカウントダウンが開始される等、安全上の仕様以外のゲーム内容は同一。
稼動当初は秋名湖・妙義・赤城の3コースでCPUとの対戦と店内対戦が可能であったが、現在は全コースが選択可能で、CPUとの対戦のみがプレイ可能となっている。
タイムフォール（東京）
いわゆる「フリーフォール」。
ビバ・スカイダイビング（東京）
タイムフォールに変わって登場した、スカイダイビングを疑似体験できるアトラクション。事故発生により撤去。
激流 ～ワイルドリバー～（新宿・東京・梅田・岡山・上海)
大自然を舞台にした、ワイルドツアーの第1弾。
ゴムボート型のライドに乗り込み、スクリーンの映像とライドの動きで、川下りを疑似体験できるアトラクション。
東京と梅田では、期間限定で実際に水飛沫がかかる演出を加えた「ワイルドリバー ～スプラッシュ!～」が行われる。
激走 ～ワイルドジャングル～（東京・上海)
ワイルドツアーの第2弾。
オフロードカー型のライドに乗り込み、スクリーンの映像とライドの動きで、ジャングルの中を疾走しているかのような体験をできるアトラクション。
後にツアーガイドの「ジャック」と、オフロードカーの「ジョージ」というキャラクターが登場し、「ワイルドジャングル・ブラザーズ」としてリニューアルされた。
激飛（げきとび） ～ワイルドウィング～（東京・青島・上海)
ワイルドツアーの第3弾。
グライダー型のライドに乗り込み、スクリーンの映像とライドの動きで、大空をアクロバット飛行しているかのような体験をできるアトラクション。
ローラとカーラの美嬢面接（東京・梅田）
夜のクラブのような空間で、ママのローラとチーママのカーラによって、女性はキャバ嬢、男性はホストの適正を診断するアトラクション。
ビューティーコンテストという名前の、同趣旨のアトラクションが上海と青島にある。
生き人形の間（東京・梅田）
音によるホラーアトラクション。人形の並んだ部屋でヘッドフォンを装着し怪談を聞く。照明等、音以外の演出もある。
忌火起草（いまびきそう）胎動編（東京）
サウンドノベルゲーム「忌火起草」をモチーフにした、ウォークスルータイプのホラーアトラクション。
ミステリーウォーク
ジョイポリス内にいる6人の容疑者（機械）を回りながら捜査していくアトラクション。
カートゥーンストリート
スタンプラリー。
アクアリーナ
ヴァーチャル水族館。タッチパネルで魚と遊べる。
フォーチュンミュージアム（新宿・東京）
フォーチュンフォレスト（東京）
マーダーロッジ（新宿・東京。簡易版は池袋GIGOなど他施設にもあった）
スーパーランキング（新宿）
ショッキングメイズ
アクアノーバ
ゴーストハンターズ
JUDGE～生き残りを賭けた選択～
占拠されたジョイポリスを舞台に、人質となった参加者が、正しい選択をすることでこの難局を突破する脱出ゲーム。
逆転裁判　－逆転への挑戦
『逆転裁判5』最新作が2013年7月25日に発売されるのを記念して開催された、体感型捜査脱出ゲーム。
逆転検事 inジョイポリス
逆転検事を題材にした館内回遊型推理アトラクション。
逆転裁判 -逆転への挑戦2
好評だった逆転裁判 -逆転への挑戦を更にパワーアップした体感型捜査脱出ゲーム。